# Chartreuse de Prüll

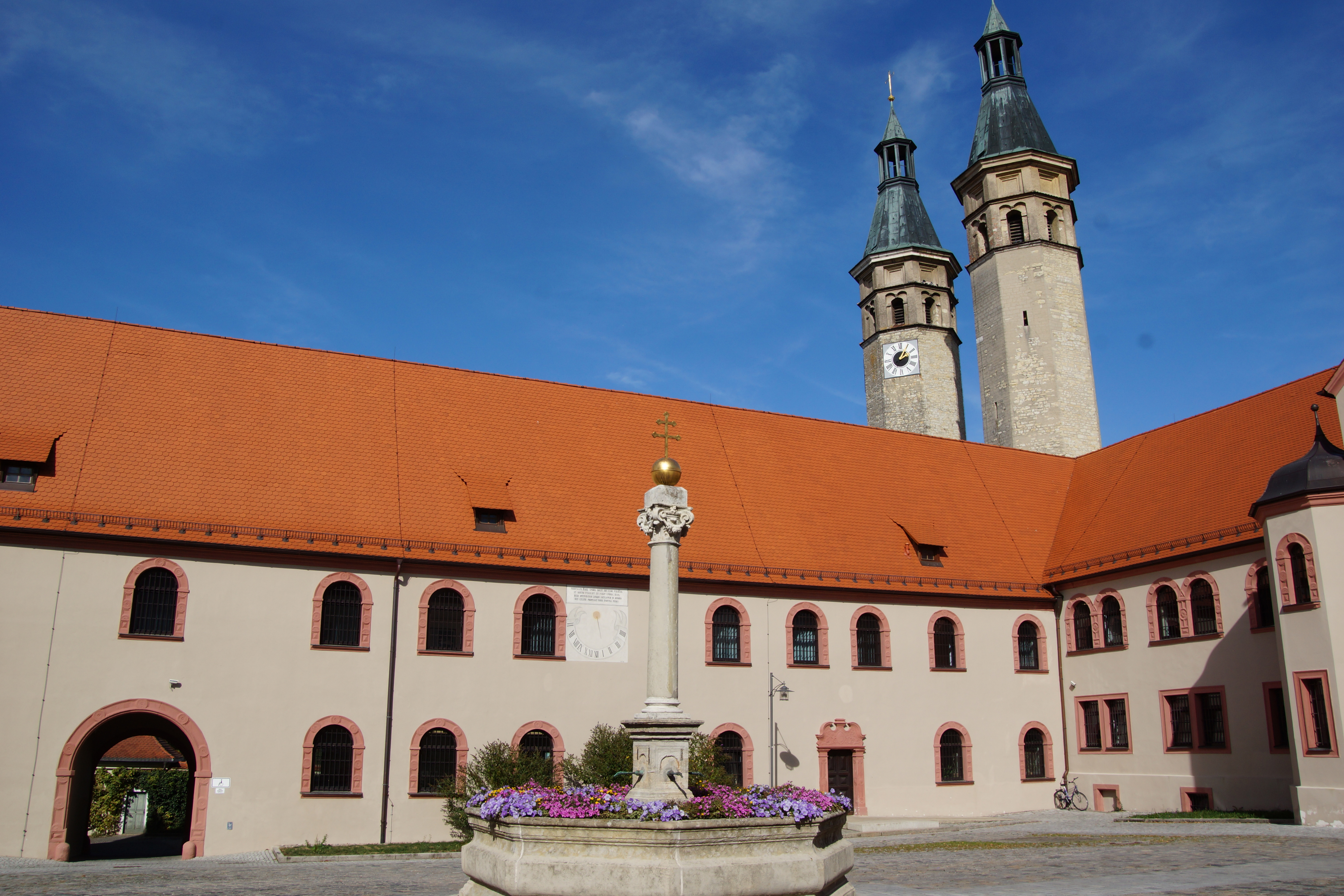
Cour de la Fontaine de la chartreuse de Prüll, au fond les clochers de l'église.

Le chartreuse de Prüll (Karthaus Prüll), ou chartreuse de Ratisbonne, est une ancienne chartreuse d'Allemagne située dans le quartier de Karthaus-Prüll à Ratisbonne (Bavière). Jusqu'à la fin du Saint-Empire romain germanique en 1806, la chartreuse se trouvait à un kilomètre environ en dehors des murs de la ville impériale de Ratisbonne. Le nom du lieu, « Prüll », signifie « endroit marécageux ».

## Histoire
Le monastère a été fondé en 997 comme monastère bénédictin par l'évêque Gebhard Ier et son frère Rapoto, et placé sous le vocable de saint Vitus. Le monastère est d'abord établi comme monastère double, c'est-à-dire qu'une partie est réservée aux moniales et, plus loin, une autre aux moines, mais dans une stricte séparation. Le monastère devient un lieu hautement fréquenté par les pèlerins au tournant du XIIe siècle, si bien qu'un hospice est ouvert en 1130, ainsi qu'un xenodochium. Après une période de décadence, Albert IV, duc de Bavière le confie aux chartreux, ce qui est formellement accepté par l'Ordre en 1484. Un mur de clôture est érigé jusqu'à trois mètres de hauteur. Chaque moine cultive dans son jardin individuel des herbes médicinales, comme il est de coutume. Prieur depuis 1506, Heinrich Moiston (ou Henri de Prüll) rédige une pharmacopée sous le titre de Liber medicinalis qui est connue plus tard par Paracelse lui-même. La solitude des moines est privilégiée, ils ne se retrouvent que pour les offices à l'église et, en dehors de ceux-ci, vivent seuls dans leur maisonnette individuelle (appelée cellule).

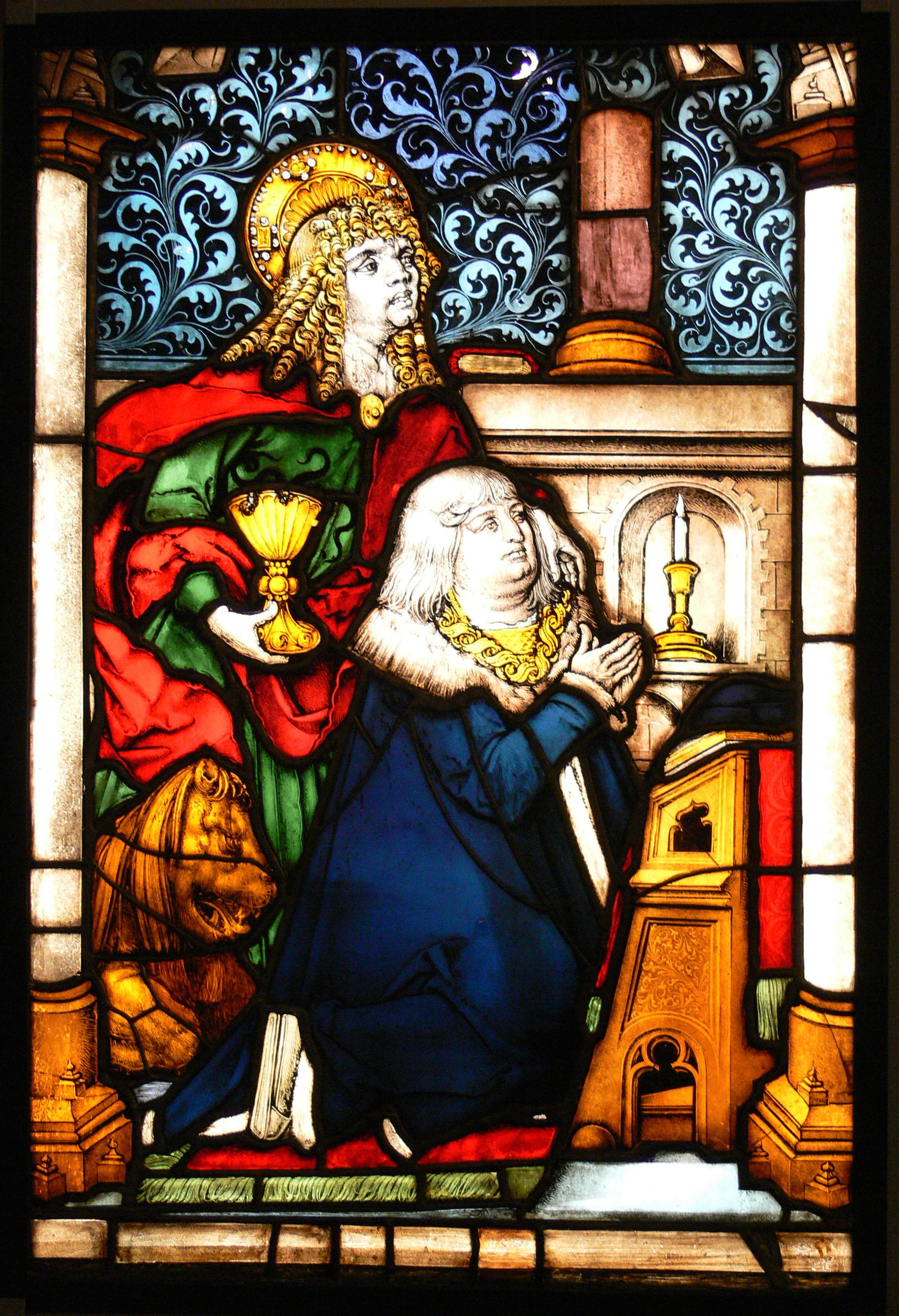
Albert IV agenouillé et protégé par saint Jean, vitrail de l'église conventuelle, aujourd'hui au musée national de Bavière
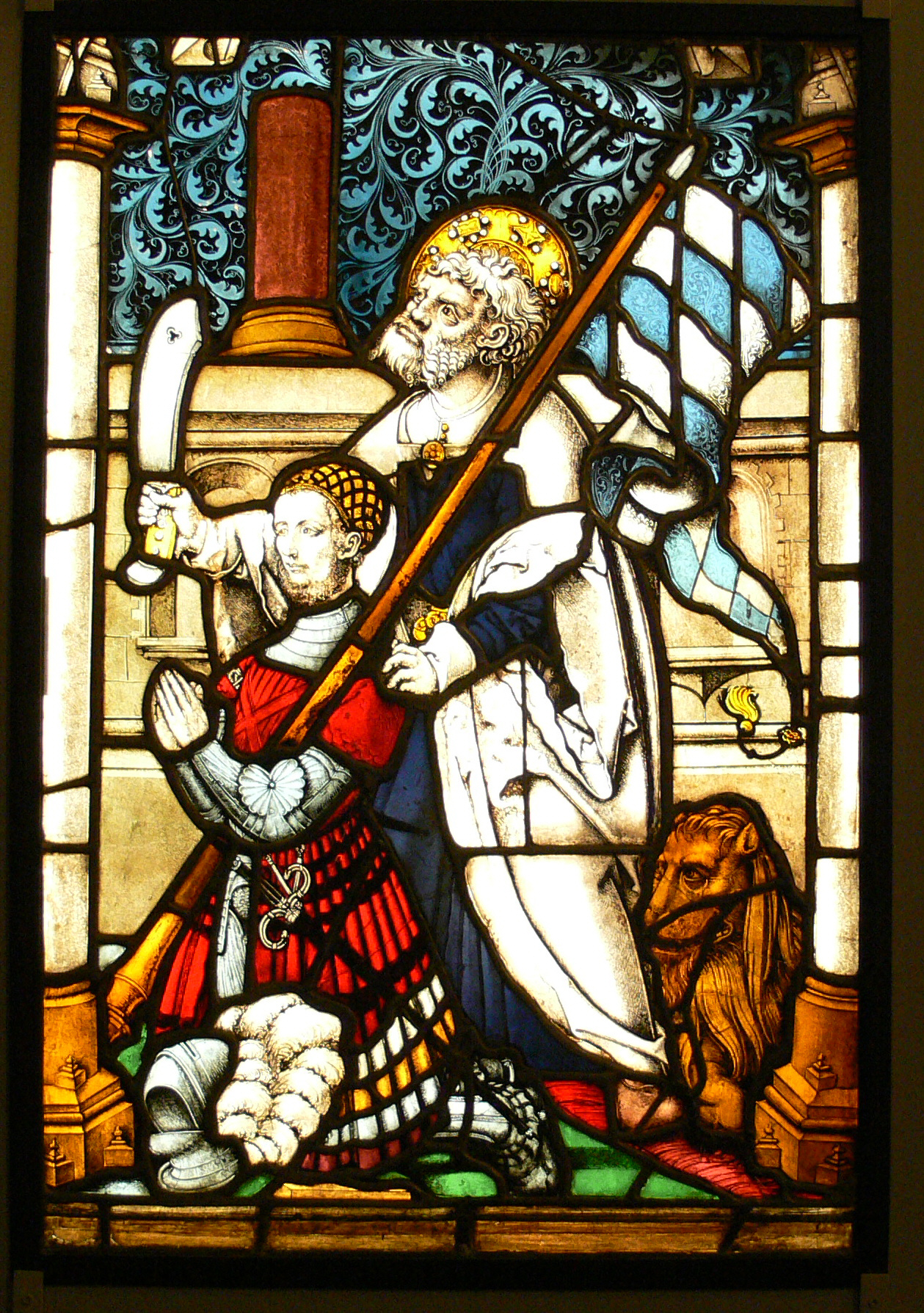
Guillaume IV agenouillé et protégé par saint Barthélémy, vitrail de l'église conventuelle, aujourd'hui au musée national de Bavière

Pendant la guerre de Trente Ans, la ville est prise en novembre 1633 par les troupes suédoises commandées par le maréchal Bernard de Saxe-Weimar et les chartreux doivent s'enfuir de leur monastère. Ils reviennent en juillet 1634, lorsque la ville de Ratisbonne est reprise par les troupes impériales, et retrouvent les lieux en partie dévastés par les Suédois. La même année, le général Johann von Aldringen, qui commandait dans les troupes impériales et bavaroises, perd la vie à Landshut. Un monument est placé à sa mémoire dans l'église des Chartreux de Prüll.
Comme tous les monastères de Bavière, il est confisqué et sécularisé en 1803 par la nouvelle Couronne de Bavière et les moines se dispersent.
En 1809, Napoléon passe la nuit dans l'ancienne chartreuse dont les bâtiments étaient restés debout. En 1835, le monastère est vendu au district du Haut-Palatinat. On y installe en 1852 un asile de fous (Königliche Kreisirrenanstalt, asile royal de district). Aujourd'hui, les bâtiments abritent la clinique de district de Ratisbonne (Bezirksklinikum Regensburg), avec un petit musée historique.

## Église conventuelle Saint-Vitus

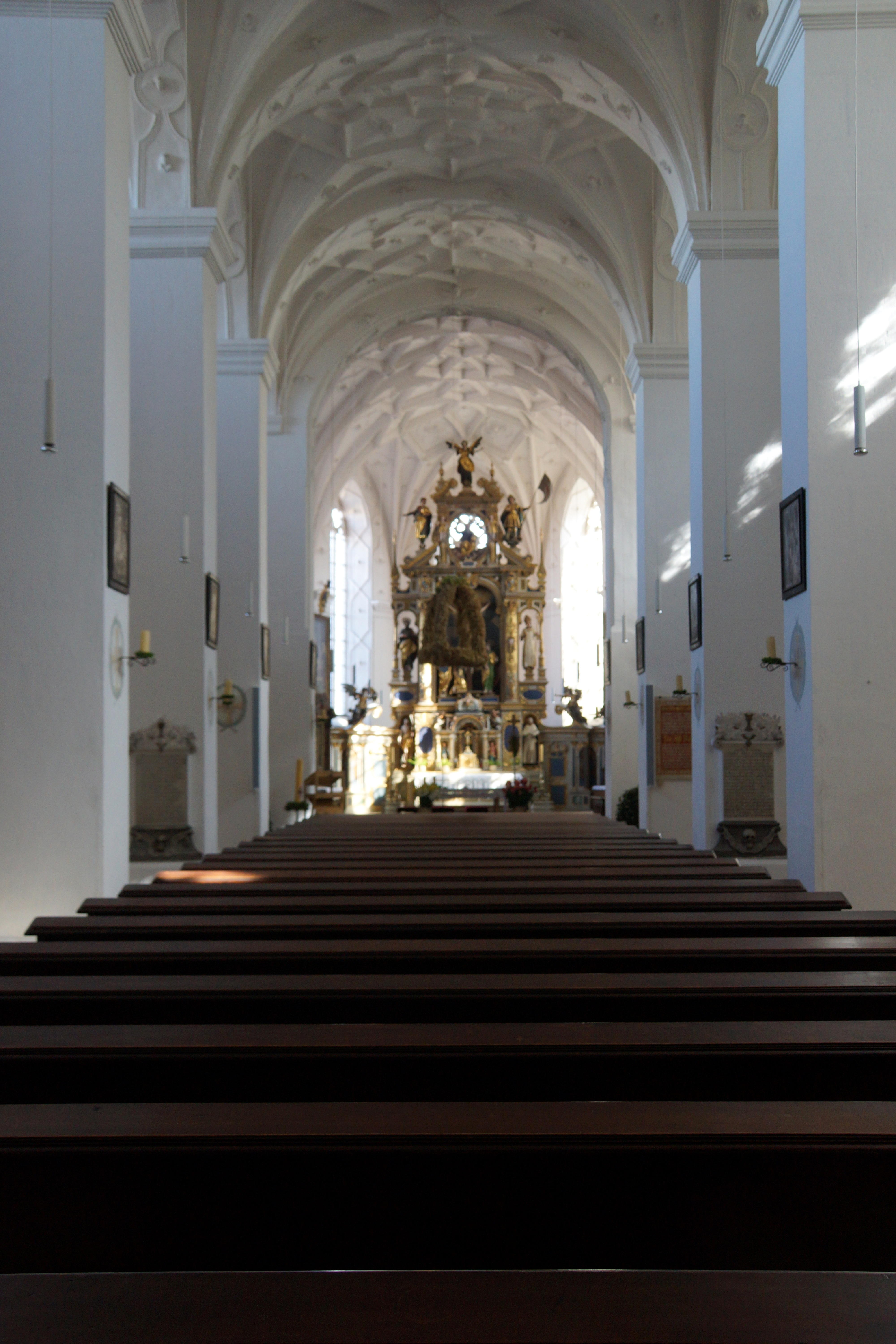
Intérieur de l'église Saint-Vitus

Vers 1100, l'ancienne petite église ottonienne laisse la place à une église romane en forme de halle, la première du genre en Bavière. Elle comprend trois nefs et les deux clochers d'angle sont octogonaux. Ils ont été érigés plus tard, en 1451. Le petit cloître se trouve du côté nord de l'église.
L'intérieur de l'église a été remanié dans le goût Renaissance. Les murs du sanctuaire et du chœur des moines sont ornés de peintures à l'huile. L'on remarque une fresque romane datant de l'année 1200 environ dans un matroneum auquel on accède par un escalier. Elle dépeint la scène de l'Annonciation et les personnages sont agrémentés de pierres précieuses. Les côtés de l'église montrent amplement l'histoire de l'ordre des Chartreux, notamment par les vitraux. Des fouilles archéologiques ont mis au jour des objets artisanaux et des restes d'un poêle en faïence.

## Ancienne église paroissiale Saint-Vitus
Au nord de l'église conventuelle se trouve l'ancienne petite église paroissiale Saint-Vitus. Elle a été désacralisée et donnée à un usage profane après la sécularisation de 1803, puis arrangée en maison d'habitation à trois niveaux et toit en croupe. Elle se trouve au numéro 16 de la Ludwig-Thoma-Straße. On peut encore reconnaître, du côté est, le chœur à trois côtés de l'ancienne église. Au sous-sol, se trouve la source du ru Saint-Vitus (Vitusbach). 

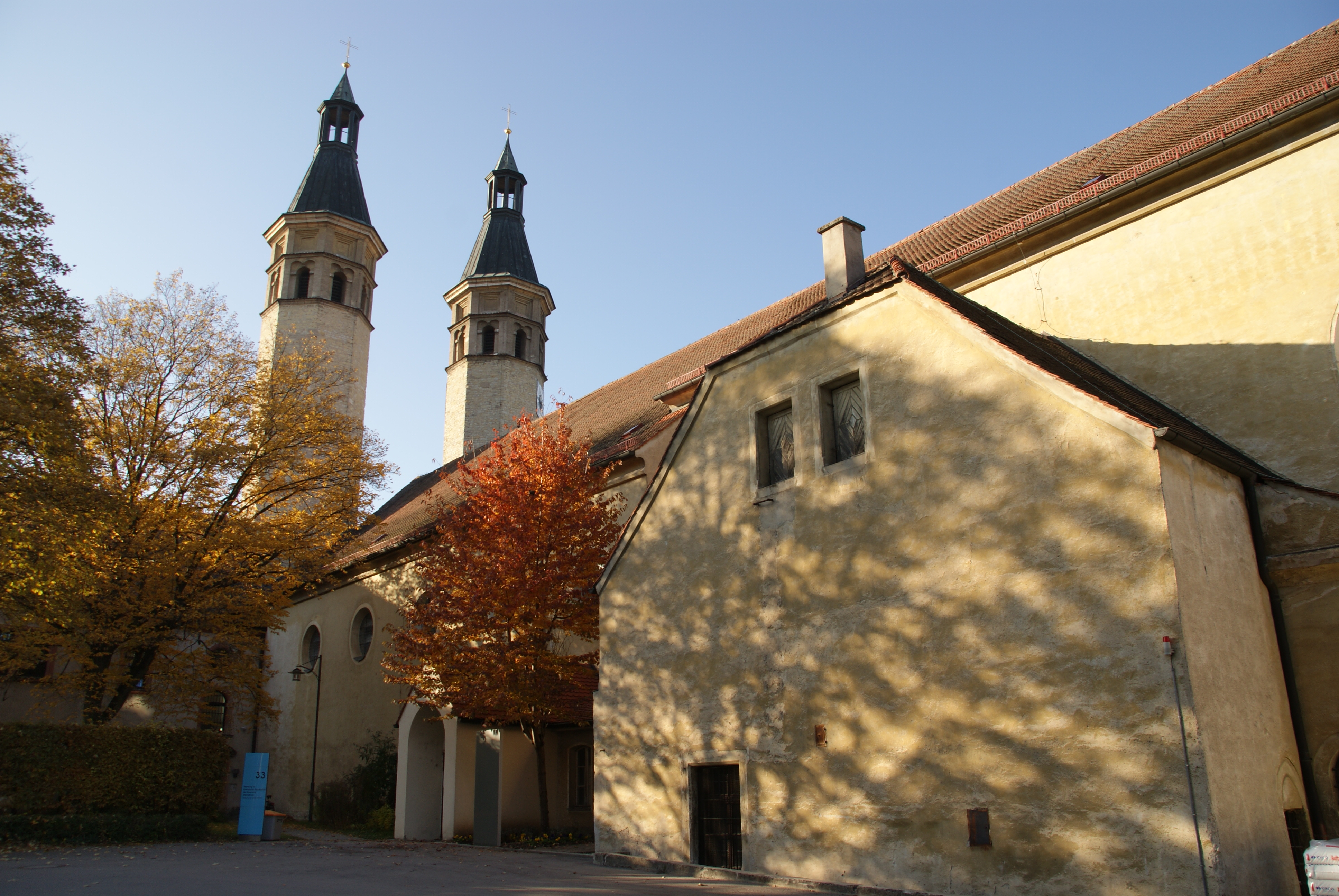
L'église conventuelle Saint-Vitus avec sa porterie
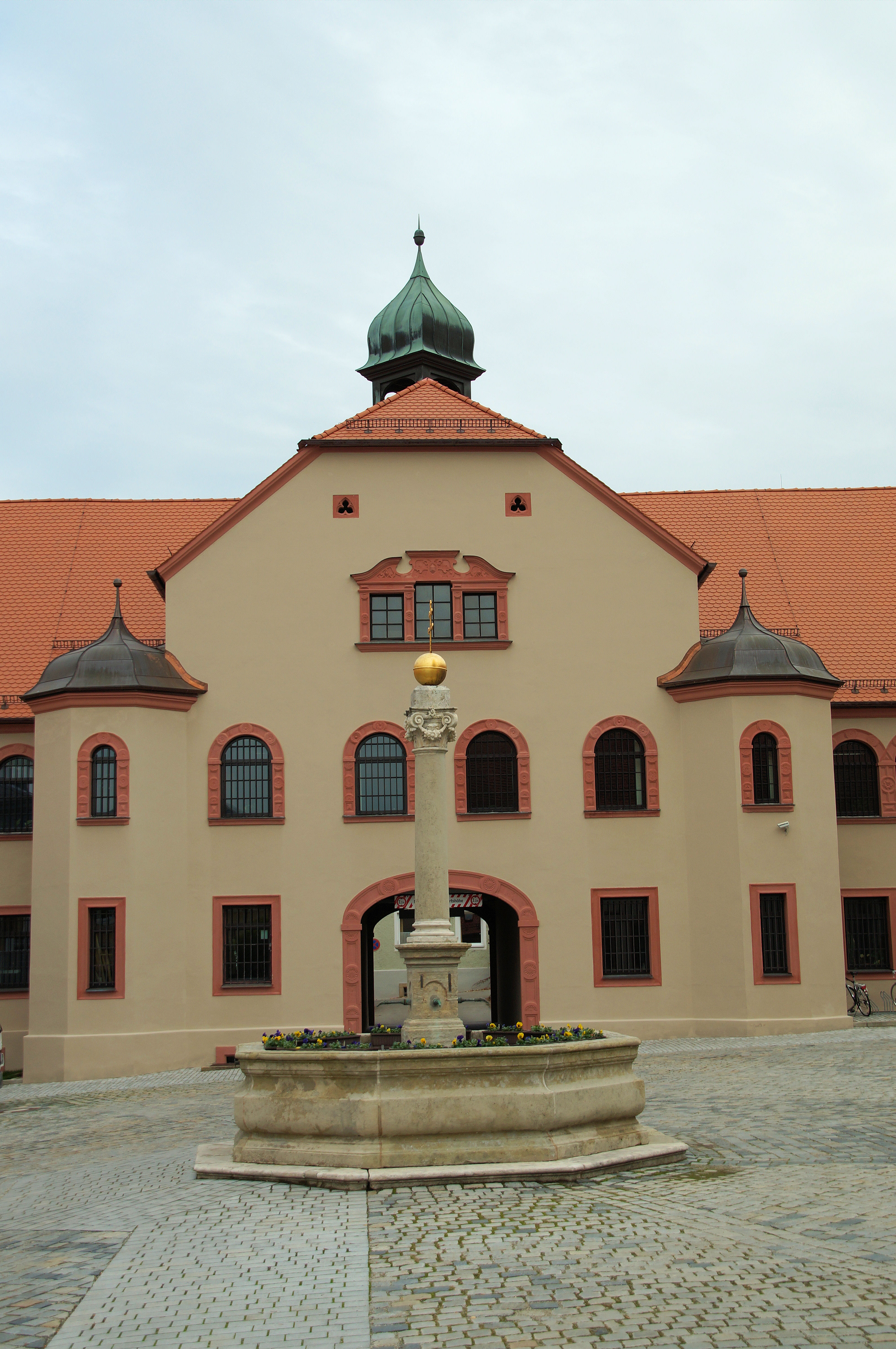
La cour de la fontaine
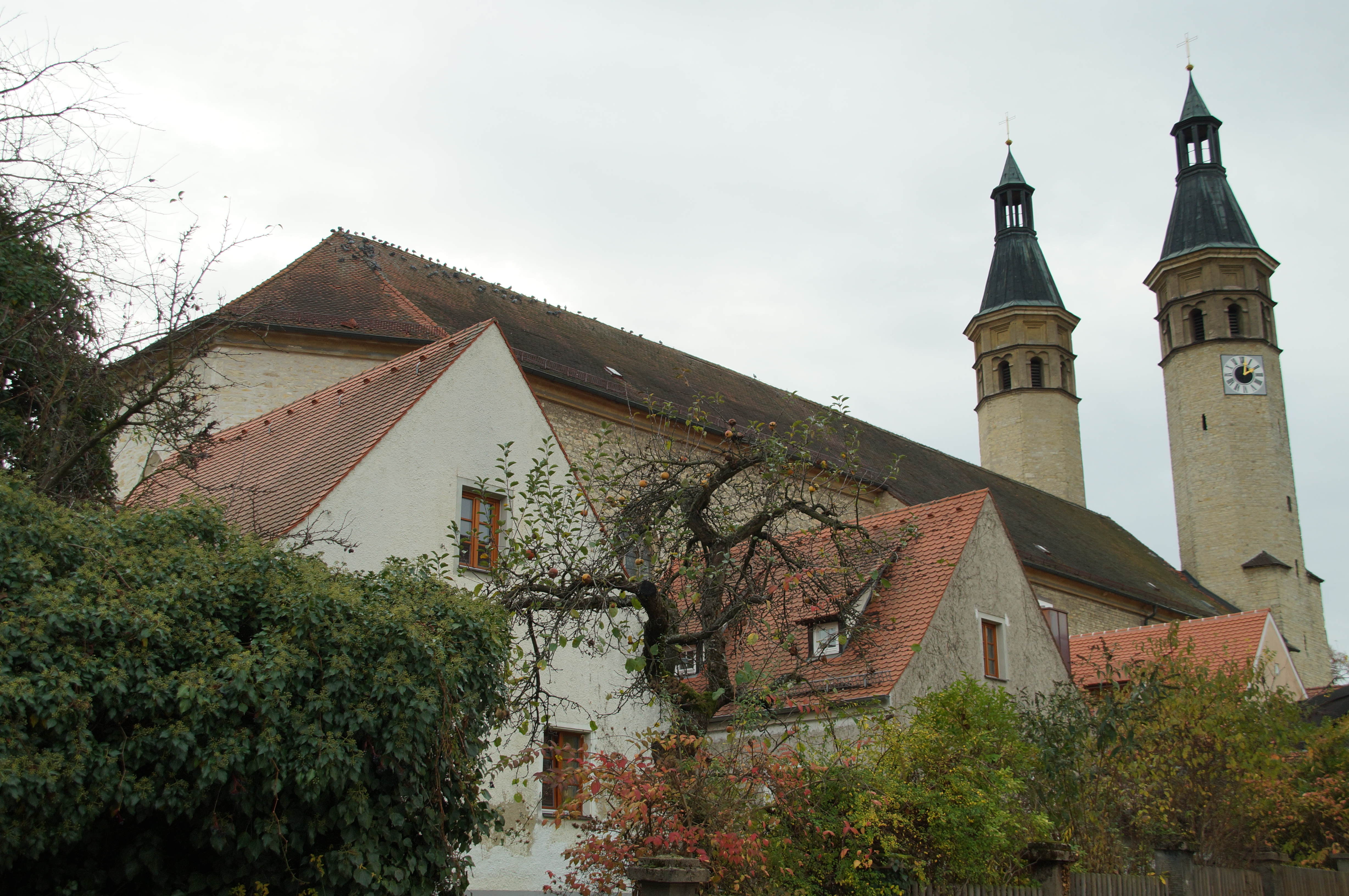
L'église Saint-Vitus avec les maisonnettes (cellules) des moines au premier plan
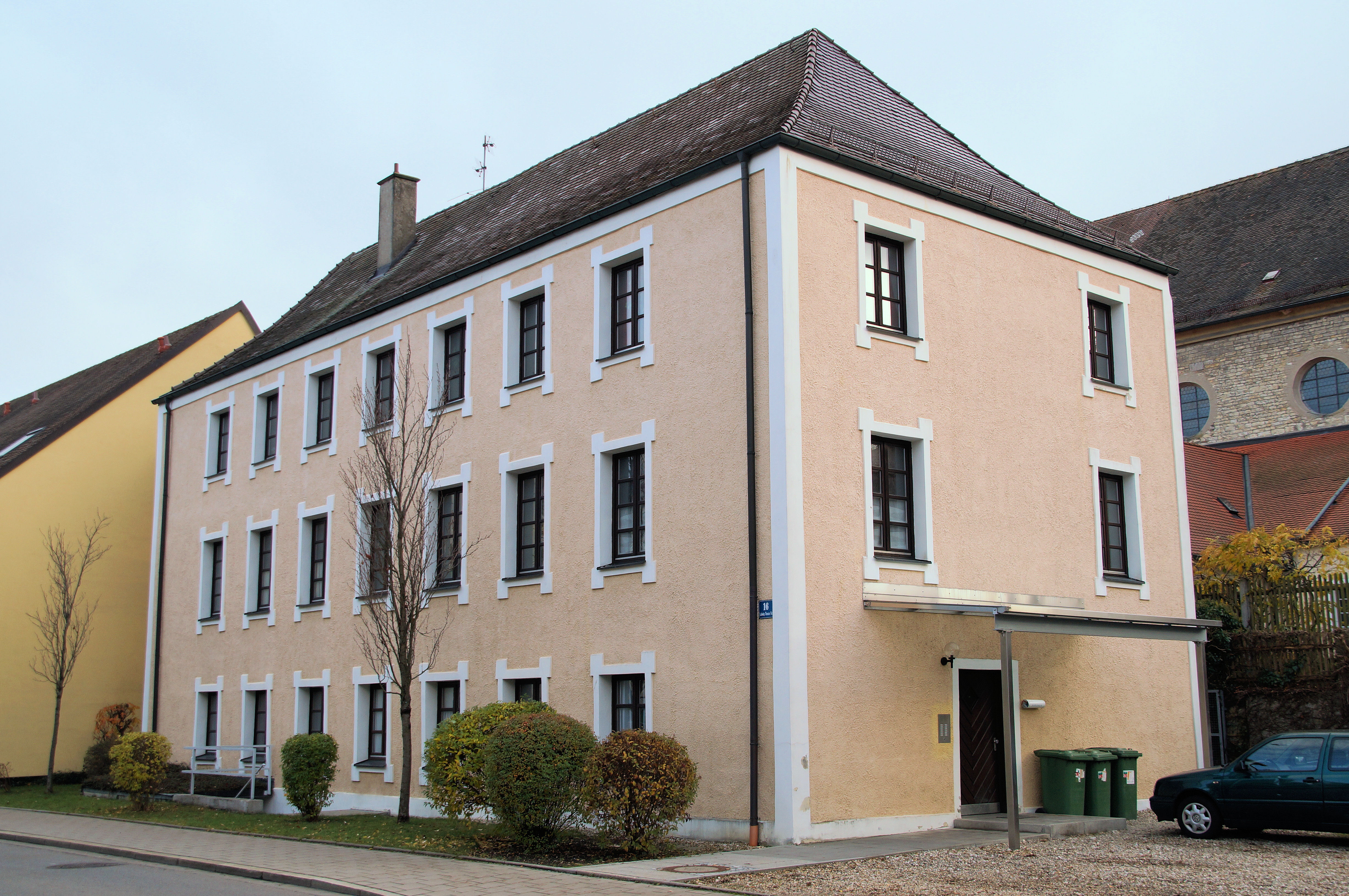
L'ancienne église paroissiale Saint-Vitus, aujourd'hui maison d'habitation